# Tifoseria della Juventus Football Club
(Giovanni Arpino, Opere, 1992.)

La tifoseria bianconera accoglie l'ingresso in campo della allo stadio Comunale il 28 maggio 1972, per la sfida di campionato contro il L.R. Vicenza, che darà alla formazione torinese il suo 14º titolo nazionale.

La tifoseria della Juventus Football Club ha svolto un ruolo decisivo nella costituzione dell'identità societaria dalla fine del XIX secolo. Inizialmente radicata nella regione Piemonte e composta principalmente da membri della classe borghese e industriale, tra cui studenti, intellettuali e imprenditori; i cui saranno ulteriormente costituiti come «soci patronessi», costituiranno in seguito il primo gruppo di sostegno sportivo a organizzarsi formalmente per seguire la squadra attraverso la penisola italica. Il crescente numero dei soci del club permise la fondazione di altre squadre ispirate dalla società campione d'Italia (1905) in città lontane da Torino quali Roma e Firenze e la pubblicazione del primo periodico sportivo-istituzionale del Paese (1915) come strumento di comunicazione con i soci, calciatori e dirigenti juventini che combatterono nella prima guerra mondiale.
Durante il ventennio interbellico, in seguito alla ristrutturazione societaria condotta dall'avvocato Giuseppe Hess e all'assunzione alla presidenza del club dell'allora vicepresidente della casa automobilistica FIAT Edoardo Agnelli (1920-1923), il bacino di sostenitori della Juventus, definiti «juventini», sperimentò un incremento esponenziale in virtù dei crescenti flussi migratori verso il capoluogo piemontese, principalmente provenienti dal Mezzogiorno e composti principalmente da membri della classe lavoratrice. Inoltre, l'allora inedita serie di successi sportivi ottenuti dalla squadra durante la prima metà degli anni 1930 ispirò vari emigrati italiani a fondare numerose società sportive che, di riflesso, adottarono anche il nome e la simbologia della formazione torinese nelle Americhe, in Magreb, nei Balcani, nella Scandinavia e in Australia. La diffusione nel resto d'Italia dei mezzi di comunicazione di massa, principalmente la radio, contribuì a rendere la Juventus il primo club sul territorio nazionale per numero di simpatizzanti – all'epoca più del doppio del totale di simpatizzanti delle altre squadre militanti nella nascente Serie A messi insieme – nonché il primo nello sport italiano a vantare una connotazione nazionale. Contemporaneamente fra i tifosi juventini si affermarono orientamenti anticampanilistici che fecero del club bianconero, secondo alcuni studiosi, un tassello nella formazione di un'identità e un'idea d'unità nazionale. Nel decennio seguente, l'istituzione degli abbonamenti favorì la fidelizzazione dei sostenitori durante la seconda guerra mondiale; il successo dell'operazione fece sì che venisse replicata da altre società sportive del Paese.
La tifoseria bianconera ebbe un secondo incremento esplosivo del proprio bacino di utenza a partire dal secondo dopoguerra (1950-1980), per mezzo per lo più di immigrati meridionali arrivati a Torino in risposta alla notevole domanda di lavoro della FIAT, tale da far ritenere in seguito la Juventus un simbolo d'integrazione sociale. Alla fine degli anni 1960 furono costituite le prime componenti del tifo organizzato, nella sua maggioranza di tendenza ultrà, che occupavano la curva Sud dello stadio Comunale, punto di incontro della popolazione arrivata in città. A partire da questi nuclei furono fondati i primi fan club juventini, si svolsero i primi gemellaggi e sorsero le prime rivalità con altre tifoserie. Gli scontri generati dagli hooligan britannici furono la causa dei violenti incidenti che raggiunsero il loro apice nella strage dell'Heysel (1985). Infine, gli ulteriori periodi di successo sportivo della squadra bianconera, l'evoluzione delle telecomunicazioni che hanno permesso la diffusione degli incontri del club nel resto dei continenti in modo pressoché stabile a partire dai primi anni 1980, il posizionamento del campionato di Serie A al vertice del calcio internazionale dalla metà di quel decennio sino alla fine del II millennio e la ristrutturazione delle competizioni UEFA per club durante la prima metà degli anni 1990, renderanno il tifo per la Juventus uno dei maggiori al mondo, contando, a tutto il 2023, 8 milioni di tifosi sul territorio italiano e, a tutto il 2019, 423 milioni di potenziali simpatizzanti a livello globale, in particolare nelle nazioni a forte emigrazione italiana che vedono nel club un elemento di connessione con il Paese d'origine.

## Contesto

I tifosi bianconeri festeggiano l'arrivo della squadra alla stazione di Torino Porta Nuova nel 1935, all'apice del Quinquennio d'oro.

Il pensiero comune d'inizio XX secolo voleva che il tifo per la Juventus fosse appannaggio delle classi borghesi, laddove quello per la sua rivale cittadina, il Torino, traesse linfa dalle classi popolari e proletarie.
Qualche decennio dopo, con l'ingresso degli Agnelli nel capitale societario della Signora (1923), il tifo per la squadra si diffuse anche tra gli operai meccanici dell'industria di proprietà della famiglia, la FIAT.
Essendo iniziato un fenomeno migratorio – poi divenuto massiccio nel secondo dopoguerra – verso Torino e gli altri grandi poli industriali del Settentrione da parte dei lavoratori meridionali in cerca di impiego, la Juventus, già dagli anni 1930, divenne il primo club italiano ad avere una tifoseria non più connotata campanilisticamente o, al più, regionalmente, ma a carattere nazionale.
(Antonio Papa e Guido Panico, Contemporanea: rivista di storia dell'800 e del '900 (2), 2000.)

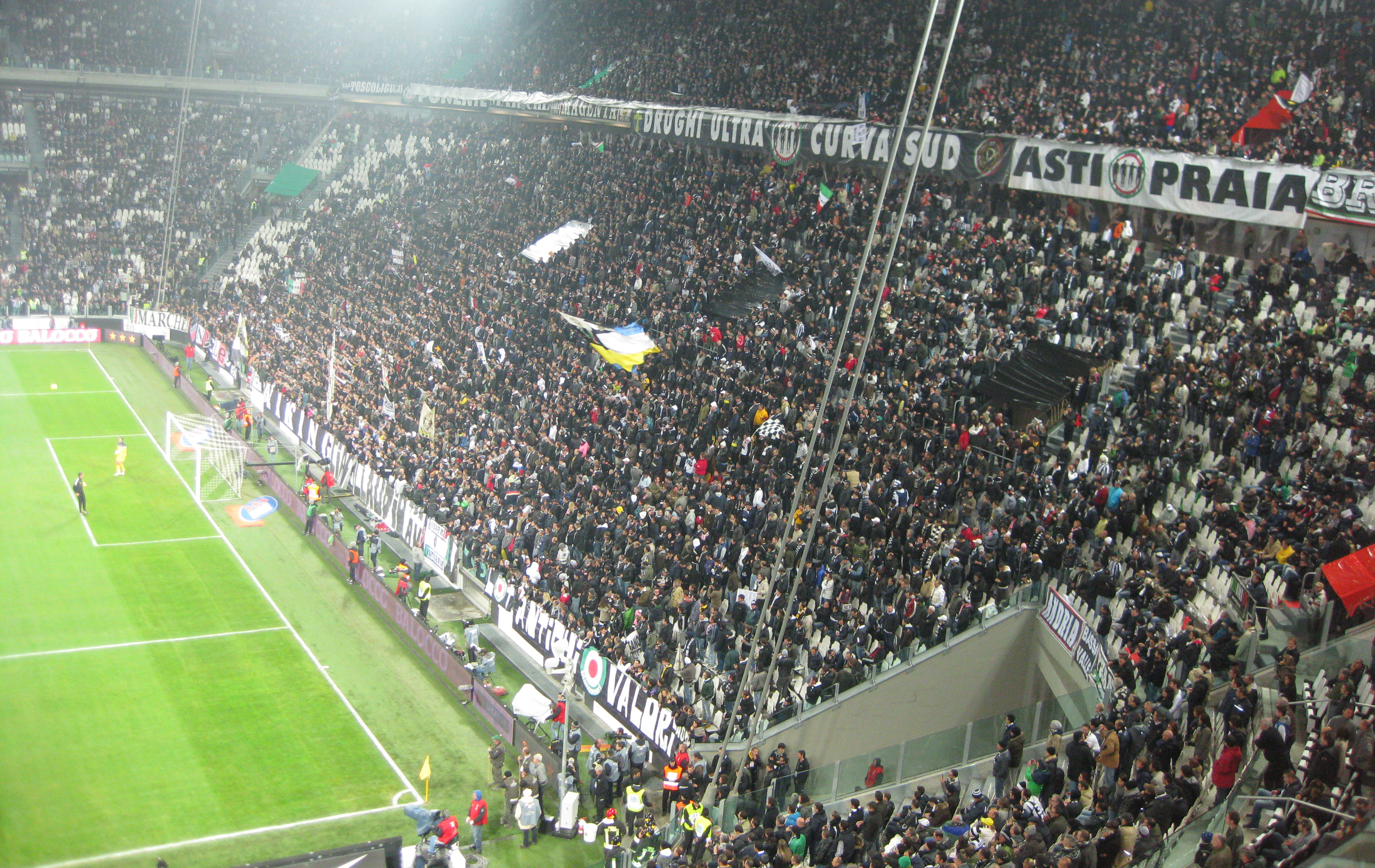
Supporter bianconeri sugli spalti dello Juventus Stadium nel 2012.

Con il consolidamento dei flussi migratori interni avvenuti tra gli anni 1950 e i primi anni 1970 la Juventus sembrò rappresentare, attraverso i suoi tifosi, lo spirito del nuovo lavoratore immigrato piemontese, mentre la tifoseria del Torino rimase legata all'ambiente culturale di marca prettamente torinese e cittadina. In anni più recenti, comunque, le differenze sociali e culturali fra le due opposte tifoserie si sono sempre più affievolite fino a essere oramai, di fatto, nulle.
Anche per via della vicinanza con l'allora sede sociale del club dal 1948 al 1964, dal secondo dopoguerra il principale luogo d'incontro spontaneo dei sostenitori juventini a Torino, nonché per i festeggiamenti dei trionfi sportivi della squadra, è la piazza San Carlo sita nel centro storico della città. Sita nel centro di Torino è anche piazza Castello, altro luogo di ritrovo per i festeggiamenti dei trionfi del club bianconero.

## Composizione demografica
In ambito nazionale, secondo la ricerca multiclient annuale "Sponsor Value", realizzata dal 2001 da StageUp e Ipsos su un campione di riferimento nella popolazione italiana di età compresa tra 16 e 64 anni, al 2023 la Juventus risultava essere la squadra di Serie A più tifata d'Italia, potendo contare su un seguito stimato in circa 7 897 000 tifosi; i bianconeri, pur mantenendo nel tempo il primo posto e avendo quasi costantemente il doppio di supporter rispetto al club al secondo posto nei rilevamenti, rispetto al quadrienno precedente dell'indagine "Sponsor Value" risultavano in lieve calo nel numero di tifosi (8 milioni nel 2022, 8,2 milioni nel 2021, 8,8 milioni nel 2020 e 8,7 milioni nel 2019).
Sempre in Italia, in base ai sondaggi condotti dalla società "Demos & Pi" sul tifo calcistico e sportivo degli italiani, pubblicati sul quotidiano la Repubblica e realizzati quasi annualmente nel periodo compreso tra il 2005 e il 2024, la Juventus è risultata in tutte le rilevazione come il club più sostenuto nel Paese, con in media una percentuale di tifoseria di circa il 31% tra coloro che seguono il calcio; la rilevazione del 2024 le attribuisce il 32% di tifosi mentre quella con il valore più alto è stata nel 2015 (35%) e quella con il valore più basso si è avuta nel 2007 (27,70%). Sempre per "Demos & Pi", nel 2023 i sostenitori della Juventus erano distribuiti in maniera pressoché uniforme su tutto il territorio nazionale: infatti, la società bianconera risultava essere anche la squadra con il più alto numero di sostenitori in tre delle cinque regioni geografiche esaminate, avendo riscosso la maggiore percentuale di preferenze nel Nord-Ovest (31%), nel Centro-nord (41%) e nel Sud e isole (28%), piazzandosi al secondo posto nel Nord-Est (23%, dietro al Milan) e al secondo posto nel Centro-sud (18%, dietro a Roma e a parti merito con la Lazio).
Un'inchiesta condotta dalla Lega Nazionale Professionisti (LNP) nel 2013 e pubblicata sul giornale Corriere dello Sport - Stadio tre anni più tardi concluse che la squadra bianconera risultava essere la prima squadra nelle preferenze dei sostenitori di calcio in Italia in 13 regioni su 20, il che costituisce il 33% della quota di mercato del settore a livello nazionale.

Piazza San Carlo, spontaneo luogo di ritrovo del tifo cittadino juventino, qui gremita nel 1986 per festeggiare la vittoria del 22º scudetto.

Il tifo per la Juventus, tradizionalmente eterogeneo dal punto di vista sociologico e geograficamente uniforme in tutto il Paese, è molto marcato anche nel Mezzogiorno d'Italia e nelle isole, cifra che rappresenta uno su cinque abitanti sul territorio nazionale; il che garantisce un seguito rilevante alla squadra anche durante gli incontri esterni.
Tale caratteristica di diffusione del tifo fa della Juventus, dal punto di vista sociologico, una squadra «nazionale».
Frequente è anche il caso di tifosi organizzati che, anche da luoghi geograficamente lontani del Paese, raggiungono con regolarità Torino per gli incontri interni della squadra:
(Antonio Papa e Guido Panico, Storia sociale del calcio in Italia, 1993.)
Nel Piemonte i tifosi bianconeri e i fan club sono distribuiti in modo omogeneo sull'intero territorio, tranne nel Basso Monferrato e nell'Alba Langa, in cui il calcio è un fenomeno limitato, e nell'Alessandrino meridionale, in ragione al maggior influsso culturale ligure.
La squadra bianconera risulta essere la seconda nel Paese in termini di audience.

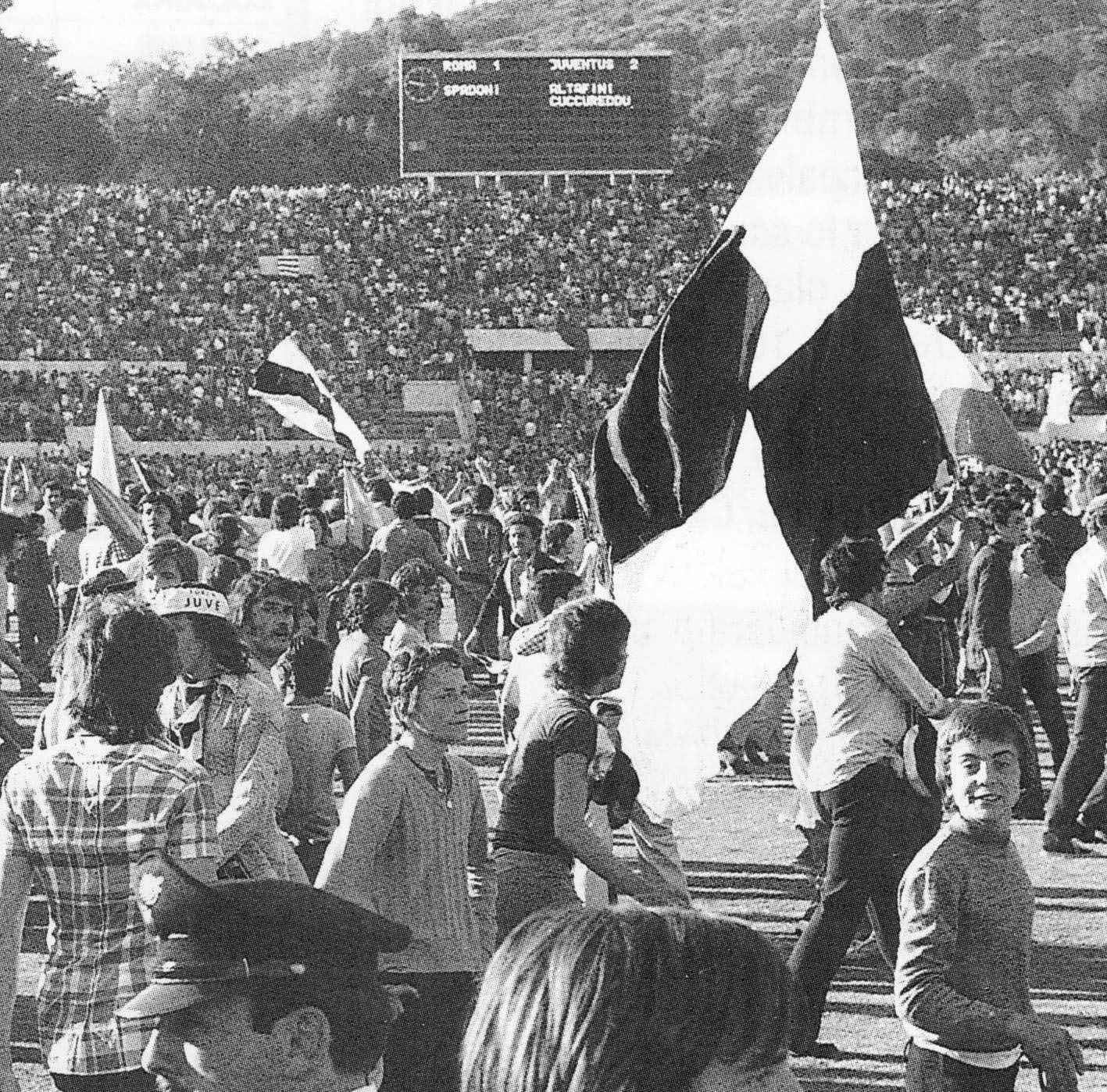
I tifosi bianconeri invadono il campo dell'Olimpico di Roma il 20 maggio 1973, dopo il 2-1 della Juventus sui giallorossi e la conseguente vittoria del 15º scudetto. Al contrario degli altri club del Settentrione, quello bianconero gode storicamente di un nutrito sostegno anche nel resto d'Italia.

La Juventus, inoltre, è tra le squadre con il maggior numero di sostenitori al mondo, contando oltre 250 milioni di simpatizzanti, di cui, oltre al già citato numero di simpatizzanti in Italia, 44,76 milioni nel resto del territorio europeo, 108,46 milioni nel continente asiatico e 42,46 milioni sparsi in Africa e le Americhe in base a un rapporto della società tedesca di indagini sul mercato sportivo Sport+Markt AG del 2012. Una simile analisi pubblicata dall'azienda statunitense The Nielsen Company nel 2019 concluse che il bacino potenziale di sostenitori del club a livello mondiale supera i 420 milioni, di cui 41 milioni residenti in Europa.

## Orientamento politico
Per quanto riguarda gli orientamenti politici delle tifoserie organizzate, in base a un rapporto della Polizia di Stato del 2003 quello della Juventus risultava prevalentemente attestato su posizioni di destra; tuttavia, fuori dalle frange organizzate, l'orientamento politico della tifoseria, in ragione della sua eterogeneità sociale e territoriale, risulta non discostarsi in misura significativa da quelli più diffusi genericamente a livello di popolazione nazionale: è quanto emerse da un sondaggio condotto da ACNielsen citato nel 2004 dalla rivista Diario, in cui si stabilì che quella della Juventus è una tra le poche tifoserie a esprimersi elettoralmente in maniera pressoché equanime tra destra e sinistra.
(Ilvo Diamanti, 2014.)

## Spettatori

I tifosi juventini gremiscono la curva Filadelfia del Comunale, 1978 circa.

Dall'inaugurazione dello Juventus Stadium, avvenuta nel 2011, la tifoseria bianconera ha una percentuale di occupazione dello stadio, durante le gare casalinghe, del 95% che la pone tra le più alte del panorama calcistico italiano, con la migliore media di pubblico stagionale per la squadra, in campionato, registrata nell'annata 2016-2017 con 38 861 spettatori per gara; nella stessa stagione, e nelle due successive, i tifosi juventini hanno fatto segnare il miglior risultato di abbonamenti stagionali in campionato per il club, acquistando tutte le tessere messe in vendita dalla società (29 300) e registrando quindi tre sold-out consecutivi.
I record assoluti di media spettatori e abbonamenti della storia della Juventus sono però legati al vecchio stadio delle Alpi, che disponeva di una capienza maggiore di pubblico: 51 832 spettatori in media nelle partite di campionato della stagione 1991-1992 e 43 533 abbonati in Serie A nella stagione 1998-1999.
Il record assoluto di spettatori per un incontro casalingo del club venne stabilito il 17 maggio 1995, per la finale di ritorno della Coppa UEFA 1994-1995 contro il Parma, con un pubblico di 80 754 persone: la gara, però, non si disputò a Torino bensì allo stadio Giuseppe Meazza di Milano, dove i bianconeri giocarono le ultime due partite interne di quella competizione.

## Fan club

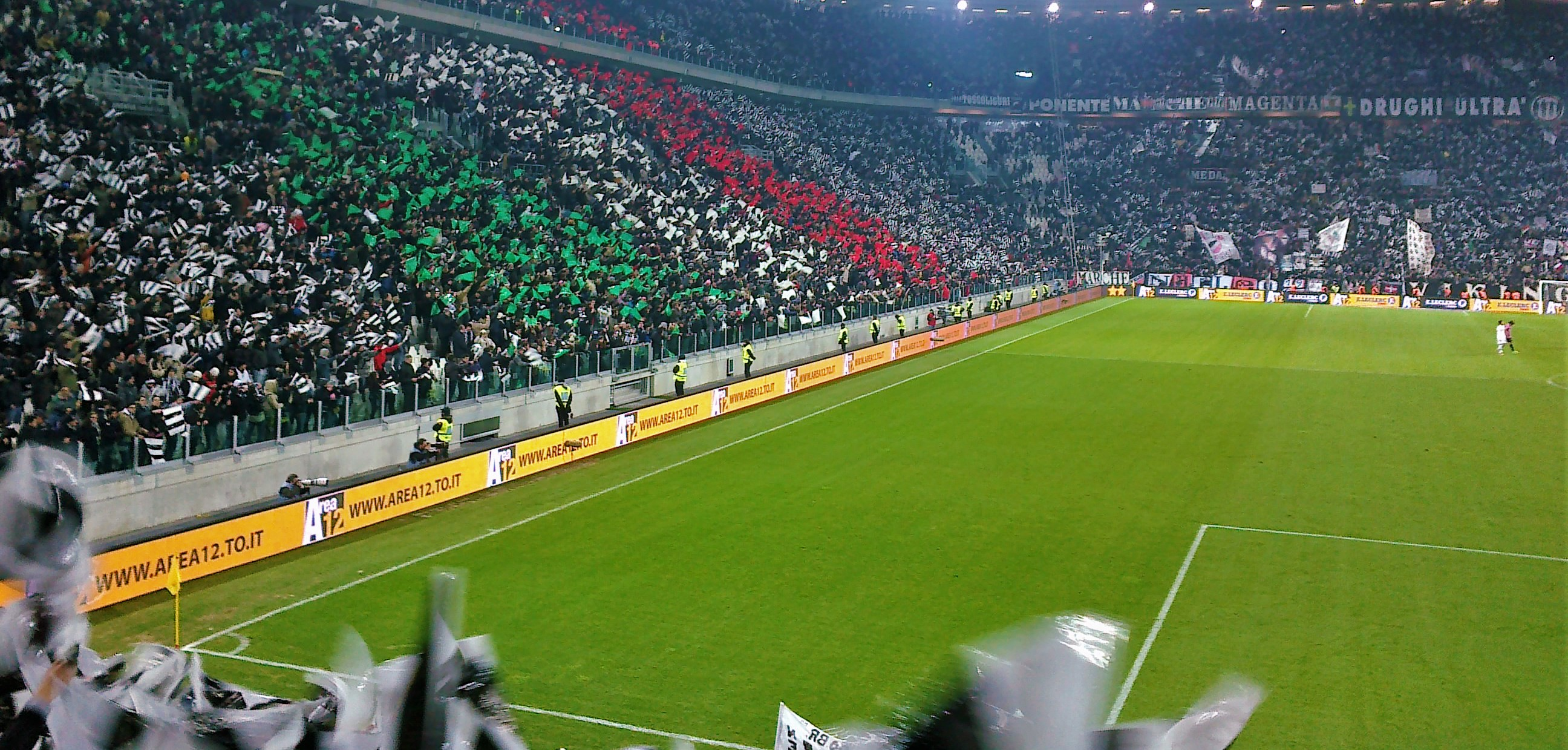
Scenografia raffigurante la bandiera d'Italia sugli spalti dello Juventus Stadium (2012).

Lo Juventus Official Fan Club (JOFC), affiliato alla società del capoluogo piemontese, annovera oltre 550 associazioni formate da oltre 133 000 affiliati (a tutto il marzo 2017), che ne fanno una delle organizzazioni calcistiche con maggior numero di membri iscritti a livello mondiale. I fan club iscritti sono distribuiti in circa settanta nazioni e vantano il riconoscimento ufficiale della Juventus.
Inoltre, sono state fondate associazioni indipendenti quali Italia Bianconera, Grandi Amici della Juventus e l'Associazione Culturale Ju29ro Team, che promuovono, attraverso la beneficenza, manifestazioni tra i fan.
In precedenza, la struttura di coordinamento organizzativo tra i club di simpatizzanti ufficialmente riconosciuti dalla Juventus aveva la denominazione di Centro Coordinamento Juventus Club DOC (CCJCD).
Anche nei precedenti impianti in cui la Fidanzata d'Italia disputò i suoi incontri casalinghi, erano in mostra sulle tribune molti vessilli caratteristici del bel paese.
La società bianconera vanta numerosi club sparsi in tutte le regioni d'Italia e, fuori dei confini italici, in sessantanove paesi al novembre 2019, siti particolarmente in regioni a forte emigrazione italiana quali le Americhe, l'Europa Centrale e meridionale, le isole britanniche, il Maghreb, il continente australiano e l'Asia sud-orientale. In Italia le regioni che annoverano il maggior numero di club iscritti al JOFC sono la Sicilia, la Lombardia e il Piemonte, mentre in ambito internazionale la Cina, la Svizzera, la Germania e il Belgio sono i paesi in cui si trovano il maggior numero di gruppi ufficiali – anche in virtù del maggior numero di emigrati italiani, che spesso vedono nella squadra bianconera un simbolo in cui riconoscersi.
Nel 2011 il club torinese istituì il programma di fidelizzazione Juventus Membership indirizzo a utenti iscritti al sito web ufficiale Juventus.com. Ulteriormente rinominato «J1897 Membership», tale iniziativa vanta oltre 210 000 abbonati a tutto il 2016, di cui il 9% risiede fuori d'Italia.

## Presenza su nuovi media esocial
Con la sopravvenuta espansione dei media digitali e dei social network in Italia dalla seconda metà degli anni 2000, la Juventus fa uso costante dal 2011 di questo genere di piattaforme, nell'ambito di una politica di rafforzamento del marchio condotta sotto la presidenza di Andrea Agnelli. A giugno 2023 i bianconeri risultano seguiti da oltre 47 milioni di fan su Facebook, oltre 15,1 milioni su Twitter (a cui vanno aggiunti i dati degli altri profili ufficiali), oltre 57,7 milioni su Instagram e oltre 24,3 milioni su TikTok, per un totale di 144 milioni di simpatizzanti nei quattro servizi summenzionati che li collocano, complessivamente, al primo posto nella graduatoria italiana e quinto a livello mondiale; viene inoltre classificata come Top Italian Brand nelle ultime tre piattaforme citate.
Il club, a tutto il settembre 2018, è presente in altri servizi Internet quali YouTube (circa 1,8 milioni di iscritti e oltre 250 milioni di visualizzazioni), Google+ (oltre 1,76 milioni di sostenitori), Periscope (62,5 mila) e Snapchat (circa 100 000 follower a trasmissione).
Nel secondo semestre del 2016 la rivista di economia e finanze statunitense Forbes inserì il club torinese all'undicesimo posto – prima italiana e settima tra le squadre calcistiche in ambito internazionale – nella classifica delle società sportive con maggior numero di seguaci, interazioni e valore borsistico dei cosiddetti «nuovi media» analizzati (30,3 milioni di sostenitori, 156 milioni d'interazioni degli utenti e un valore di 2 milioni di dollari). Uno studio della IQUII Sport dell'agosto 2022 pone la Juventus quale squadra italiana più seguita tra i social media (YouTube, Twitter, Facebook e Instagram) con circa 108,5 milioni di follower.

## Tifo organizzato

### Storia

#### Anni 1970 e 1980

Bandierone dei Panthers, uno dei primi gruppi organizzati di ultras bianconeri, a fine anni 1970.

Già nel 1973, in occasione della finale di Coppa dei Campioni contro l'Ajax al Marakana di Belgrado, il tifo juventino si rese protagonista di una grande trasferta con 50 000 bianconeri presenti. Nonostante ciò, i primi gruppi di tifosi della Juventus di natura ultrà furono creati verso la metà degli anni 1970. I primi tre gruppi conosciuti sono Globetrotters, Venceremos e Autonomia Bianconera, schierati su posizioni di estrema sinistra, mentre da allora la tifoseria ha ideologie anticampanilistiche. Nel 1974 nella curva Filadelfia dello stadio Comunale prevalgono club come lo Juventus Club Filadelfia, lo J.C. Torin e il Primo Amore Umberto Sansoè. Proprio da quest'ultimo club alcuni ragazzi, stanchi di doversi sempre difendere da soprusi e violenze varie in ogni parte d'Italia, si aggregano nella sede del club e fondano il club Panthers che sarà il primo gruppo ufficiale juventino nella balconata della curva. Poi, nel 1976 troviamo insieme ai Panthers anche il gruppo organizzato Fossa dei Campioni (anch'esso nato intorno al club Primo Amore) capitanato da Antonio Marinaro anche chiamato "Jacky l'ultras".
Il Gruppo Storico Fighters o semplicemente Fighters fu fondato da Beppe Rossi, il personaggio più importante tra tifosi e ultrà, nell'anno successivo. Questo gruppo sarà il più importante della Filadelfia fino alla fine degli anni 1980, infatti lo striscione dei Fighters si troverà per anni al centro della curva, relegando la Fossa a destra mentre a sinistra troveremo il gruppo Superstars, facendo scomparire dalla scena i Panthers. Il gruppo di Beppe Rossi porterà una rivoluzione nel tifo bianconero, eliminando i tamburi dalla curva e introducendo un tifo "all'inglese" fatto di sciarpe e mani.

I tifosi juventini in trasferta a Marassi per la sfida contro la, decisiva per lo scudetto, nell'ultimo turno della Serie A 1976-1977.

Durante la prima metà degli anni 1980, si costituiscono numerosi altri gruppi di tifosi come Gioventù Bianconera, Area Bianconera, Indians (gruppo progenitore del Club Vecchia Guardia-Intoccabili) e il Viking (gruppo ultrà fondato a Milano). Questi raggruppamenti si combineranno sotto la denominazione di Nucleo Armato Bianconero (N.A.B.), un gruppo principalmente di Genova, l'unico gruppo juventino paragonabile agli hooligan. È stato durante quel periodo che ebbe luogo il primo spostamento all'estero di gruppi di tifosi juventini (a Bruxelles contro l'Anderlecht nel 1981). Nel 1984 tutti i gruppi si uniscono sotto il nome di Black & White Supporters (nome imposto dalla polizia), ma questa unione avrà una vita di appena sei mesi. In quell'anno i tifosi bianconeri si resero protagonisti anche a livello internazionale con circa 50 000 sostenitori presenti al St. Jakob Stadium di Basilea in occasione della finale di Coppa delle Coppe vinta dalla squadra bianconera, una trasferta descritta in quel periodo come la più grande invasione sportiva in terra elvetica.
Nel 1987, a causa degli scontri di Firenze con i tifosi della Fiorentina, il gruppo dei Fighters venne sciolto. La maggior parte dei suoi dirigenti, in società con altri gruppi della Filadelfia (Indians, Gioventù Bianconera) si riuniscono nell'ambito di un nuovo gruppo chiamato Arancia meccanica (direttamente ispirato all'omonimo film del regista Stanley Kubrick). Il carattere violento di quel film forzerà il gruppo a cambiare nome in Drughi.

#### Anni 1990 e 2000

Didier Deschamps allo stadio delle Alpi festeggia la vittoria dello scudetto 1994-1995 con indosso una maglietta della Vecchia Guardia, tra i gruppi ultras di riferimento nella curva juventina dell'epoca.

Drughi resterà il gruppo di tifosi più importante della Filadelfia – circa 10 000 membri – dal 1988 al 1996 che dalle ceneri dei Fighters costruisce un gruppo ben strutturato, diramato in numerose sezioni e capace di prendere in mano la tifoseria portandola ai massimi livelli. Nel 1993, una parte dei tifosi del gruppo Drughi riprende la sua autonomia e riforma il gruppo storico dei Fighters; durante il successivo quadriennio queste due associazioni si disputano la supremazia della curva Scirea, con i Drughi piazzati al centro della curva e i Fighters alla loro destra. Sempre nello stesso anno nascono i Viking Nab, dalla fusione dei Viking di Milano e dei N.A.B. di Genova, soprattutto, e di Pavia, trasferendosi in curva Nord per contrasti coi Fighters. I Viking presentano una consistente base quantitativa, uno spirito trascinante imperniato sul concetto di radicalità, una fede inscalfibile, una vocazione al viaggio, una buona capacità organizzativa, antiamicizie, antiidoli e antistrumentali.
I N.A.B. rappresentano un gruppo storico del panorama juventino. Fin dalla nascita volutamente elitari, composti da una base di cinquanta ragazzi di Genova, dopo un periodo transitorio, con la nascita della sezione genovese dei Fighters i N.A.B. ritornano sulla scena con lo scioglimento del gruppo guida del tifo bianconero, fino alla scelta di unirsi sotto un'unica insegna, appunto Viking-Nab, che occupa la Nord, tra le migliori "seconde curve" del periodo. Una organizzazione capillare, come dimostrano gli spettacoli scenografici, il buon numero di tesserati, le diverse sezioni esistenti, tutte con banda rigorosamente tricolore. Intanto coi Drughi al comando la maggior parte dei presenti nelle trasferte sono gruppi ultrà, che si fanno notare con numerosi striscioni. Comunque anche prima di loro non è che il tifo juventino sia stato così snob e poco audace come si diceva in giro in quel periodo, anche se è vero che in precedenza l'allestimento di scenografie avveniva solo in occasione di partite-clou, mentre coi Drughi in Sud e i Viking-Nab in Nord non è più così e si può contare su due curve ad alte capacità spettacolari.

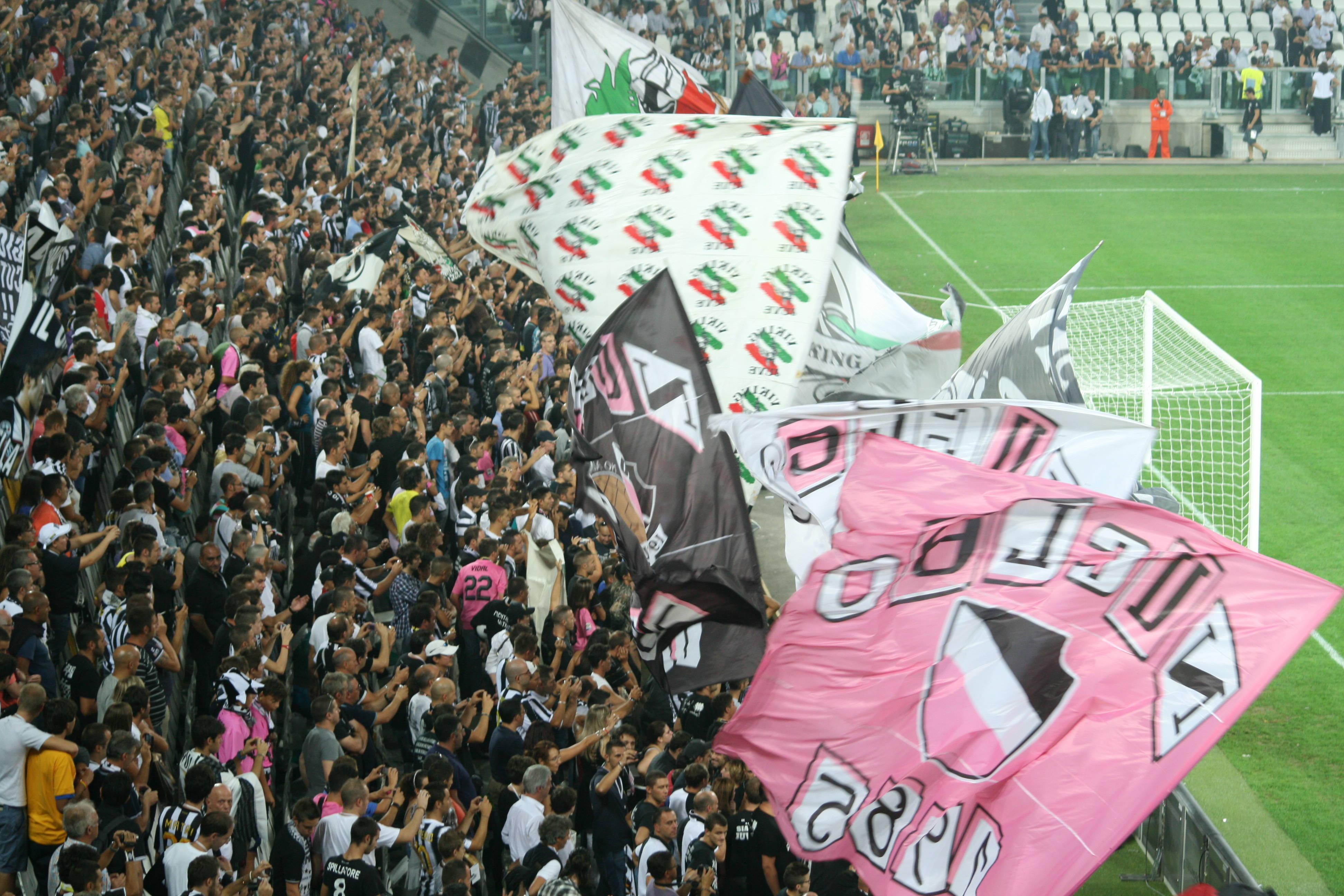
Bandierone del Nucleo 1985 (in primo piano) allo Stadium nel 2011; il nome del gruppo, nato nella stagione 1995-1996, fa riferimento alla strage dell'Heysel del 29 maggio 1985, in cui nelle ore precedenti la finale di Coppa dei Campioni tra e persero la vita 39 persone, in larga parte italiani e sostenitori bianconeri.

Dopo la vittoria della UEFA Champions League 1995-1996 i gruppi Fighters, Drughi, Vecchia Guardia e Fossa dei Campioni decisero di provare a collaborare per formare un gruppo unico, solido e organizzato. I quattro gruppi si incontrano varie volte durante l'estate senza raggiungere un accordo. Così nel 1997 i Drughi, Vecchia Guardia e Area lasciarono la scena della Scirea, poiché in disaccordo con i Fighters, consentendo la formazione del Black and White Fighters Gruppo Storico 1977: il gruppo storico di tifosi della Juventus venne così rifondato esattamente vent'anni dopo la sua creazione. Dopo quest'unificazione, il gruppo degli Irriducibili Vallette – creato nel 1990 da un gruppo di tifosi dell'eponimo quartiere torinese – farà base nella curva Nord del nuovo stadio delle Alpi (impianto sorto nello stesso anno, in vista dei mondiali), per sciogliersi alcuni anni dopo. Gli Irriducibili contano già al primo anno 500 iscritti e, oltre ai ragazzi di Torino, coordinatori dell'attività del gruppo, molto importanti sono le numerose sezioni.
Dal 1995 al 2001 in curva Sud, insieme ai Black and White Fighters Gruppo Storico 1977, faranno la loro comparsa i ragazzi del Fronte Bianconero 1995. Nella stagione 1995-1996 da una scissione all'interno del gruppo Area Bianconera nascerà il gruppo Nucleo 1985, chiamato così in riferimento ai fatti dell'Heysel del 1985. I componenti di questo gruppo provengono principalmente da Veneto e Lombardia e stazioneranno nella curva Sud Scirea. Mentre in Nord in questi anni troviamo i reduci di Area Bianconera, Drughi e Viking. Ma la parte più calda del tifo rimane in Sud Scirea, di cui il Black and White Fighters Gruppo Storico 1977 ormai ha preso il comando.

#### Dal 2006 al presente
Al passaggio nel rinnovato Comunale, ora Olimpico, i sostenitori della Juventus sono divisi in vari gruppi organizzati come Drughi – il principale gruppo ultrà juventino nella curva Scirea (che ritornò in curva ufficialmente il 13 febbraio 2005, dopo la sua ultima apparizione il 22 maggio 1996) –, Viking Juve, Tradizione Bianconera, Antichi Valori, Genova, Asti, Ponente, Magenta, Nucleo 1985, Gruppo Marche 1993 (anche noto come GM), Bravi Ragazzi (gruppo formato da ex Irriducibili). Il gruppo Fighters, che cambiò denominazione in Tradizione Bianconera e Antichi Valori nel 2005, era il principale gruppo, insieme ai Viking, ubicato nella curva Nord dello stadio.
Dalla stagione 2011-2012 la squadra torinese disputa le sue partite interne allo Juventus Stadium, sorto sulle ceneri del vecchio stadio delle Alpi. In questi anni il tifo bianconero risulta molto migliorato e guadagna, soprattutto dal nuovo impianto, un deciso salto di qualità, con i gruppi ultrà tutti in curva Sud, con i Drughi, con tutte le sue sezioni, su tutte Magenta e Ponente, e i Bravi Ragazzi, eredi degli Irriducibili, al secondo anello, e Viking, Tradizione e Antichi Valori (i vecchi Fighters), Nucleo 1985 (la vecchia Area Bianconera) e Gruppo Marche, al primo anello. Questi ultimi gruppi, che occupano il primo anello dello Stadium, sono quelli che all'Olimpico siedevano in Nord.

### Gemellaggi e rivalità

Gemellaggio tra tifosi avellinesi e juventini nel 1985.

All'inizio del III millennio non sussistono gemellaggi di tifoserie italiane con quella juventina.
In passato, a partire dagli anni 1980 e per circa un ventennio vi fu un gemellaggio con la tifoseria dell'Avellino (coincidenti con la stabile militanza in Serie A della compagine campana), poi sciolto per iniziativa di alcune frange di supporter irpini a fine anni 1990; rimane comunque una storica amicizia tra bianconeri e biancoverdi, rinsaldatasi in occasione dell'incontro di Coppa Italia del 2013. È da menzionare anche lo stretto legame nato nella seconda metà degli anni 1970 con la curva dell'Atalanta: le due tifoserie erano infatti accumunate da un forte sentimento anti-torinista. Il gemellaggio venne meno durante i primi anni del decennio seguente, per poi diventare una vera e propria rivalità a cavallo dei due millenni. Nel 1996, invece, fu ufficializzata l'amicizia con la tifoseria organizzata del Piacenza, cancellata sette anni più tardi.
Fuori dall'Italia, esistono accordi di gemellaggio con i tifosi organizzati dell'ADO Den Haag, compagine olandese dell'Aia, e con quelli del Legia Varsavia, formazione polacca. Nel 2011 si è rinforzata anche l'amicizia con i sostenitori della squadra inglese del Notts County – la cui maglia a strisce verticali bianche e nere fu condivisa dalla Juventus fin dal 1903 –, mentre nel novembre dell'anno successivo è stata istituita l'amicizia con i sostenitori della squadra spagnola dell'Elche.

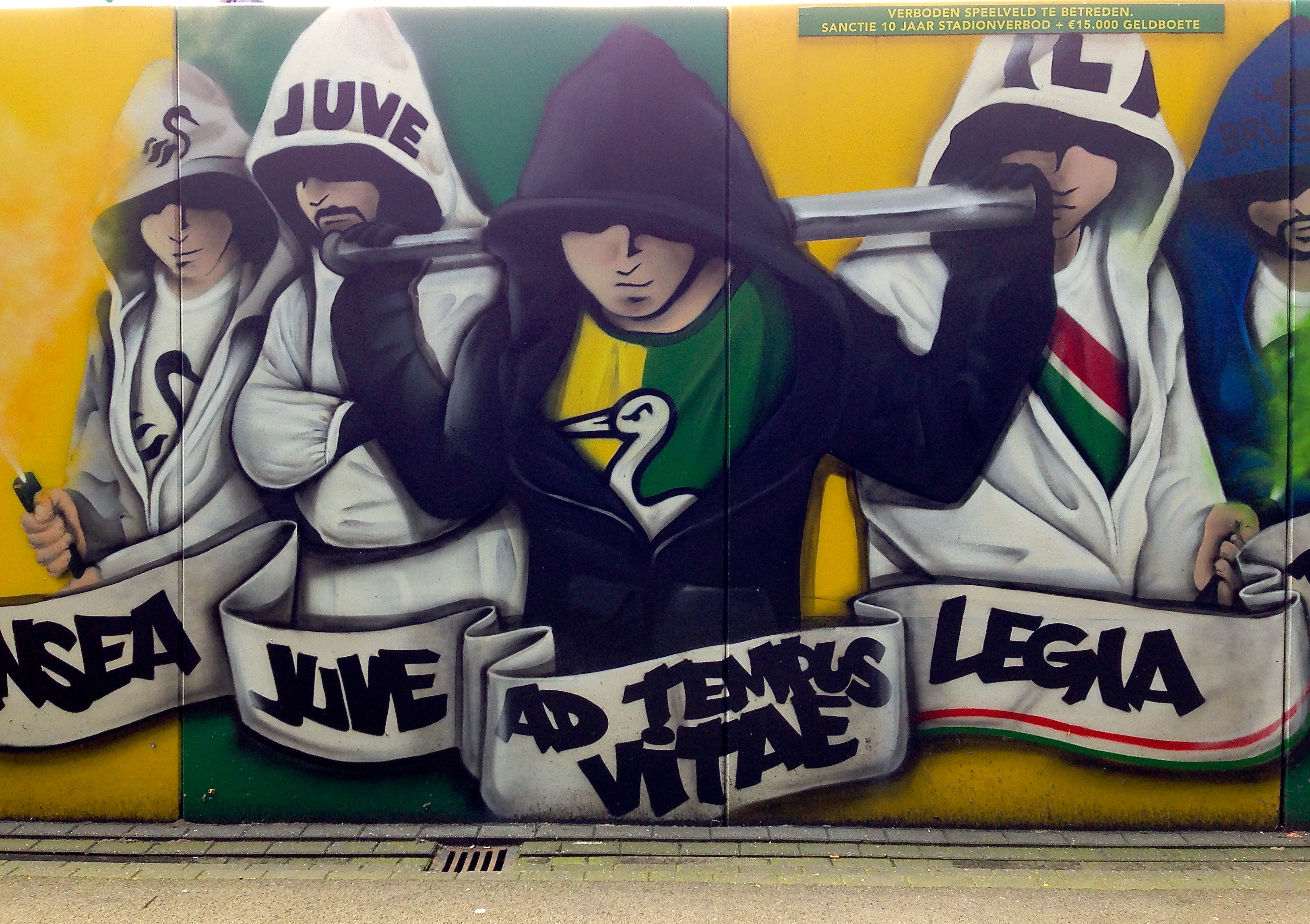
Murale della tifoseria dell' che mostra, tra le altre, l'amicizia tra gli olandesi e gli ultras juventini.

In ragione della posizione raggiunta dalla squadra al vertice del calcio nazionale, in maniera pressoché duratura dal «dopoguerra calcistico», della diffusione del suo tifo e anche di diverse rivendicazioni anticampanilistiche, le rivalità sono molteplici e molto sentite: la tifoseria rivale d'elezione è, come spesso accade nei casi di avversarie della stessa città, quella del Torino. A seguire, quella dell'Inter, fin dagli anni 1960 e rinfocolata nel 2006 dopo le decisioni giudiziarie riguardanti Calciopoli, e quella del Milan, nonostante per lungo tempo le due società abbiano tenuto buoni rapporti sportivo-commerciali con reciproci scambi di giocatori.
Più recenti e legate all'imporsi alla ribalta negli anni 1980 delle loro squadre, con conseguente lotta sportiva per la conquista del primato nazionale, le rivalità con la tifoseria della Fiorentina, legata principalmente alla lotta-scudetto del campionato 1981-1982, e con quella della Roma, che fino alla metà di quel decennio fu la più valida contendente dei bianconeri al titolo. Non è inoltre da tralasciare l'antagonismo col Napoli, in essere fin dagli anni 1950 ma acuitosi all'inizio del III millennio.
(Ilvo Diamanti, 2014.)

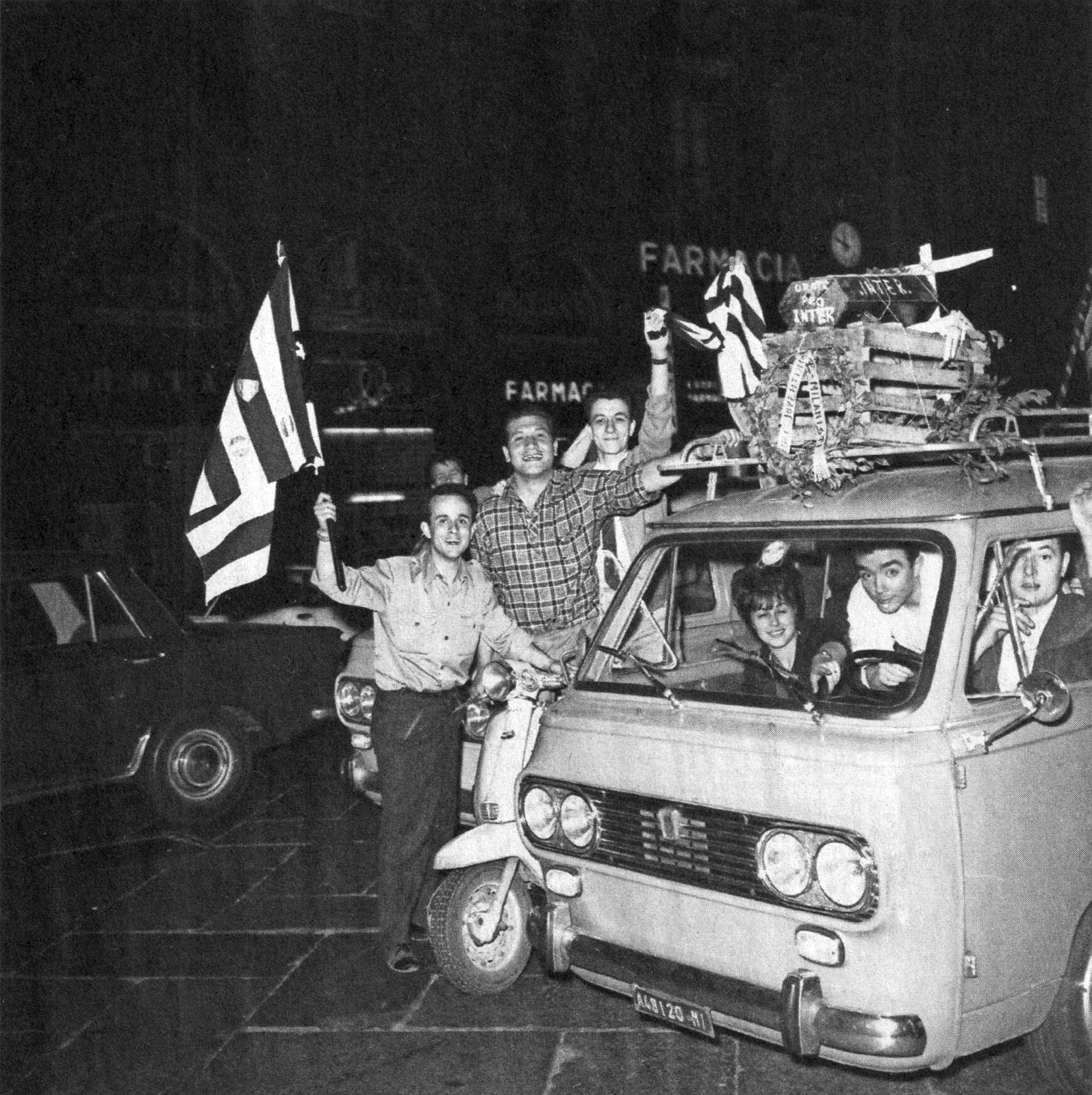
Tifosi juventini a Milano festeggiano lo scudetto 1966-1967 sbeffeggiando i rivali dell', in quella che è la maggiore rivalità del calcio italiano.

La curva Scirea dello stadio delle Alpi è sempre stata il settore occupato durante le gare casalinghe dai nuclei più accesi della tifoseria organizzata. Allo stadio Olimpico i tifosi hanno invece occupato la curva Filadelfia. Dal 2011, il luogo di incontro dei gruppi ultrà bianconeri è la Tribuna Sud dello Juventus Stadium.

## Diffusione nella cultura di massa
La tifoseria organizzata della Juventus, principalmente il Gruppo Storico Fighters, è al centro sia del cortometraggio Il potere dev'essere bianconero (1978) sia del documentario Ragazzi di stadio (1980), entrambi diretti da Daniele Segre; il sequel Ragazzi di stadio, quarant'anni dopo (2018), sempre per la regia di Segre, è incentrato sul gruppo dei Drughi, erede dei Fighters. In queste opere l'autore sottolinea la diversità economica, ideologica, socioculturale e anche geografica che contraddistingue i vari membri del tifo organizzato bianconero, facendo assurgere la passione juventina a strumento di unione, oltre a fotografare per primo l'evoluzione del fenomeno ultras in Italia.
Nel 2007 i Drughi sono uno dei quattro gruppi ultrà intervistati nel terzo episodio della docuserie Ultras nel mondo: curve infuocate, incentrato sulle varie rivalità all'interno del calcio italiano.